# Nycheuma endymion
Nycheuma endymion är en insektsart som först beskrevs av Ronald Gordon Fennah 1958.  Nycheuma endymion ingår i släktet Nycheuma och familjen sporrstritar. Inga underarter finns listade i Catalogue of Life.